# ماديسون براون (ممثلة)
ماديسون آمي براون (بالإنجليزية: Maddison Amy Brown)‏، ولدت في 23 أبريل 1997 في ملبورن، أستراليا، هي ممثلة أسترالية. اشتهرت بدور كيربي أندرس في المسلسل التلفزيوني في أوقات الذروة سلالة (2018–2022).
لدى براون شقيقتان كبيرتان ولعبت أختها أليسون كرة السلة في أستراليا. في سن الخامسة، بدأ براون التمثيل ثم بدأ عرض الأزياء في سن 12. عندما كانت براون في السادسة عشرة من عمرها ، تركت المدرسة الثانوية وأستراليا لمتابعة مهنة عرض الأزياء في نيويورك. جاء والداها معها في الرحلات الأولى ، لكنها كانت بعد ذلك بمفردها.

## وصلات خارجية
- ماديسون براون على موقع IMDb (الإنجليزية)
- ماديسون براون على موقع روتن توميتوز (الإنجليزية)
- ماديسون براون على موقع ألو سيني (الفرنسية)
- ماديسون براون على موقع قاعدة بيانات الفيلم (الإنجليزية)